# Layrac
Layrac – miejscowość i gmina we Francji, w regionie Nowa Akwitania, w departamencie Lot i Garonna.
Według danych na rok 1990 gminę zamieszkiwały 2983 osoby, a gęstość zaludnienia wynosiła 78 osób/km² (wśród 2290 gmin Akwitanii Layrac plasuje się na 142. miejscu pod względem liczby ludności, natomiast pod względem powierzchni na miejscu 193.).